# Newry (Pennsilvània)
Newry és una població dels Estats Units a l'estat de Pennsilvània. Segons el cens del 2000 tenia 245 habitants.

## Demografia
Segons el cens del 2000, Newry tenia 245 habitants, 107 habitatges, i 61 famílies. La densitat de població era de 946 habitants/km².
Dels 107 habitatges en un 29,9% hi vivien nens de menys de 18 anys, en un 44,9% hi vivien parelles casades, en un 10,3% dones solteres, i en un 42,1% no eren unitats familiars. En el 38,3% dels habitatges hi vivien persones soles el 9,3% de les quals corresponia a persones de 65 anys o més que vivien soles. El nombre mitjà de persones vivint en cada habitatge era de 2,26 i el nombre mitjà de persones que vivien en cada família era de 3,08.
Per edats la població es repartia de la següent manera: un 24,9% tenia menys de 18 anys, un 7,8% entre 18 i 24, un 29% entre 25 i 44, un 24,9% de 45 a 60 i un 13,5% 65 anys o més.
L'edat mediana era de 36 anys. Per cada 100 dones de 18 o més anys hi havia 84 homes.
La renda mediana per habitatge era de 24.688 $ i la renda mediana per família de 39.375 $. Els homes tenien una renda mediana de 38.500 $ mentre que les dones 18.333 $. La renda per capita de la població era de 14.949 $. Entorn del 14,5% de les famílies i el 14,2% de la població estaven per davall del llindar de pobresa.

## Poblacions més properes
El següent diagrama mostra les poblacions més properes.